# Pozna čremsa
Pozna čremsa (znanstveno ime Prunus serotina) je drevo iz družine rožnic, ki je samoniklo v Severni Ameriki, od tam pa so ga kot okrasno drevo razširili po svetu. V Sloveniji je bilo prvič zabeleženo leta 1900, danes pa je ponekod že invazivna vrsta.

## Opis
Gre za listopadno drevo z nekoliko brezoblično, a dokaj gosto krošnjo ter črno rjavo, svetlečo skorjo. Že ime pove, da se drevo pozno olista, v jeseni pa tudi pozno porumeni. Skorja drevesa zgodaj razpoka in se močno lušči, na starih drevesih pa postane hrapava. Rdeče rjavi poganjki so bleščeči. Listi so ovalno suličasti, usnjati, dolgi okoli 12 in široki okoli 4 cm. Listna ploskev je bleščeča, spodnja stran je gola. Drobni beli cvetovi so združeni v gosta grozdasta socvetja. Plodovi so sprva škrlatne, nato purpurno črne užitne jagode. Prve plodove pozna čremsa rodi pri starosti okoli 10 let, bujno pa začne roditi šele pri 30 letih. Seme proizvaja vse do starosti 100 in več let. Seme je lahko kaljivo, raznašajo pa ga ptice, ki se hranijo s plodovi. 
Najbolje uspeva na kisli peščeni do ilovnati podlagi. Je srednje dolgoživo drevo. Najstarejši zabeležen primerek je bil star 258 let. Kljub temu pozna čremsa slabo prenaša močan veter, saj so njene veje krhke in se hitro lomijo. 

## Podvrste in varietete
Prunus serotina ima naslednje podvrste in varietete:
- Prunus serotina var. alabamensis (C. Mohr) Little  -jugovzhodne ZDA
- Prunus serotina subsp. capuli (Cav. ex Spreng.) McVaugh – osrednja in južna Mehika
- Prunus serotina subsp. eximia (Small) McVaugh – Teksas
- Prunus serotina subsp. hirsuta (Elliott) McVaugh – Georgia
- Prunus serotina var. rufula (Wooton & Standl.) McVaugh – jugozahodne ZDA, severna in osrednja Mehika
- Prunus serotina subsp. serotina – Kanada, ZDA, Mehika, Gvatemala
- Prunus serotina var. serotina – Kanada, ZDA, Mehika, Gvatemala
- Prunus serotina subsp. virens (Wooton & Standl.) McVaugh